# 峇眼亞比
峇眼亞比，亦稱巴眼亞比，簡稱峇眼或巴眼（白話字：Bā-gán）, 是印度尼西亞廖內省下羅干縣的縣城， 位於該國西部蘇門答臘島中部東海岸 （馬六甲海峡沿岸）， 距離廖內省首府北干巴魯約350公里。
峇眼亞比是一個小漁鎮， 第二次世界大戰前為印尼最大產魚區， 世界三大漁場之一。

## 歷史
峇眼亞比開埠的歷史始于1878年， 當時有18名泰國普吉的華裔洪姓福建閩南人前來開發， 此後華人大量涌入， 以討海為生。永福宮是當地最大的華人廟宇， 供奉福德正神、副祀紀府王爺、水仙禹帝等等。而以紀王爺的誕辰慶典最為熱鬧， 必舉行燒王船。

## 人口
據2013年6月30日的統計數據, 峇眼亞比面積475.26平方公里， 人口約73,360， 人口密度為每平方公里150人。
峇眼亞比人口以馬來族、華人及爪哇族為主、 其他有巴塔克人及米南佳保人。峇眼亞比華人以閩南人為主（福建同安人居多， 次為南安和晉江），其他祖籍（潮州、客家、廣府、海南、福州等）佔少數， 他們已經被福建同化。

## 語言
市內日常生活因為華人居多則使用福建話 （閩南語） 為主及少數潮州話。 其他的用印尼語、馬來語、爪哇語及米南佳保語。

### 峇眼福建話
由於當地華人多聚居而較少散居，所以峇眼亞比當地華人幾乎都使用與中南馬福建話類似的泉州（同安）音福建話。另外，北蘇門答臘省華人的福建話 （包括棉蘭福建話）大多屬於漳州音。

## 峇眼亞比社會領袖
- 洪江偉： 印尼大愛電視華語新聞主播，大愛與您分享及亞洲大愛溫情節目主持人
- 楊京霖： 美都電視台美都新聞主播及印尼語主播

## 外部連結
- DAAI Mandarin 大愛與您分享 Jejak Tionghoa di Bagansiapiapi （页面存档备份，存于）